# ハクタイユー
ハクタイユー（欧字名：Haku Taiyu、1979年5月28日 - 2003年4月7日供用停止）は日本の競走馬、種牡馬、神馬である。日本で最初の白毛の競走馬として話題を集めた。
競走馬時代は未勝利で終わったが、引退後は種牡馬として供用され、日本初の白毛の勝利馬となったハクホウクンらを出した。また、馬主が宮司を務める義経神社で神馬としても活動した。

## 誕生 - 競走馬時代

### 「白毛」馬の誕生
1979年5月28日、北海道浦河町の河野牧場で誕生した。
父ロングエースは、1972年の東京優駿（日本ダービー）を制した黒鹿毛の馬で、母ホマレブルは栗毛の繁殖牝馬であった。父が黒鹿毛、母が栗毛で、加えてロングエースはホモ鹿毛と考えられたので、遺伝的には鹿毛か青毛の仔が生まれるはずであったが、生まれた仔は黒いたてがみと背から腰にかけて褐色の斑があるほかは、ほぼ全身が真っ白な毛色をしていた。生まれた仔馬には両親の名をとって、ホマレエースという幼名が付けられた。
牧場主の河野岩雄は、ホマレエース誕生当時の様子について、肢だけでなく、顔、胴など、母親の胎内から次々と出てくる部位が全部真っ白なことに驚いたといい、新聞の取材に対しては「なんだか知らんが、白くて変なのが出てきてね。乳牛ではよくあるが、馬ではこんなのは初めて〔後略〕」と語っている。
近くの牧場にアテ馬として使われていた白地に茶の斑毛の馬がいたので、一時は同馬との親子関係が疑われたが、血液検査の結果や、種付日から分娩日までの期間が整合することから、父親がロングエースであることは間違いないと考えられた。また、ホマレエース自身がアルビノではないかとも疑われたが、同馬の瞳は黒々として正常で、それも否定された。ホマレエースの白い毛は、芦毛ともアルビノとも異なるもので、このような毛色は日本では前例がなかった。

### 白毛の認定
当時、サラブレッドとして競走に出るためには、当歳と2歳時に検査を受けて血統登録を行う必要があったが、ホマレエースの特徴を検査するに当たり、同馬の毛色が問題となった。軽種馬を登録管理する日本軽種馬登録協会（JRHR）は、「毛色及び特徴記載要領」内で登録可能な毛色を定めており、当時の規定に記載のあった8種の中に、ホマレエースの特徴に合致するものがなかったのである。
河野牧場はホマレエースの血統登録申込書の毛色欄に「鹿毛」と記載して提出したが、JRHRは検査の結果、「微妙なる毛色」で「鹿毛とは判定し難い」として、毛色未定のまま申込書を受け付け、登録については保留とした。2歳の再検査の時期を迎える前に、この事態を収めるため、JRHRは学識経験者からの意見を仰いだほうが良いと判断し、協会内に「毛色判定審議会」を設置して審議することにした。
1980年4月22日、委員8名及び協会役員出席のもと、毛色判定審議会が開催された。ホマレエースの写真や、海外における同様の事例などに基づき議論が行われた結果、毛色の取り扱いについては、要領に「白毛」を明記することはせずに、「但し前記、毛色に該当しない毛色の発現があった場合は、別に理事長が定める」との但書きを入れ、その中で「白毛」として処理する案で合意となった。この特例により、ホマレエースは日本初の白毛の競走馬として認定された。

### デビュー前 - 競走馬時代

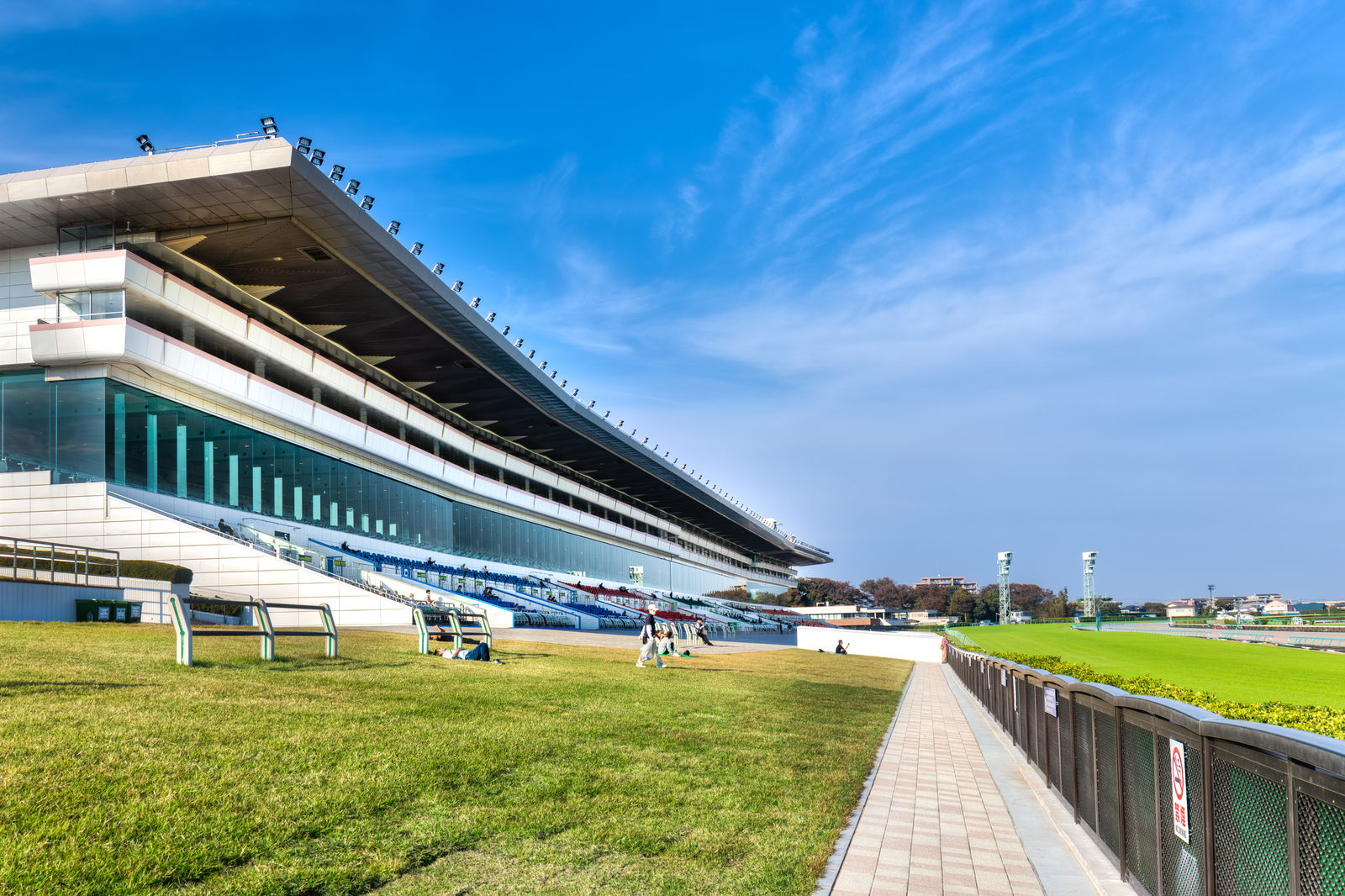
中山競馬場（2023年撮影）
----1982年2月28日、中山競馬場で開催の新馬戦がハクタイユーのデビュー戦（アプリシエートの9着）となった。

審議会開催から1週間後、ホマレエースは馬主の北嶋裕三が経営する北島牧場に移動した。北嶋がホマレエースを購入したのは、当歳12月の頃で、白毛馬誕生のニュースを見た友人に、見物に誘われたのがきっかけであった。牧場経営者と神社の宮司を兼ねていた北嶋にとっては、白毛馬は牧場のPRになり、神馬としても適当であった。更に、北嶋は獣医師でもあり、遺伝に興味を持っていたのも購入の動機となった。
1981年8月、競走馬登録に際し、ホマレエースには源義経の愛馬、大夫黒（たゆうぐろ）に因んだ「ハクタイユー（白大夫）」という名が与えられた。命名に当たっては、テレビなどを通じて公募が行われ、3,000通ものハガキの中から國學院大學図書館閲覧室長で義経の研究家でもあった小林弘邦の案が選ばれた。
そして、同年の11月、ハクタイユーは吉野勇調教師のもとに預託された。年明けの1月に行われたゲート試験は不合格となったが、2回目で合格した後、1982年2月28日に中山競馬場の新馬戦（芝1600m）でデビュー。競馬場には重賞クラスなみの観客が訪れ、応援の横断幕も掲げられた。ハクタイユーは7番人気に支持されたが、スタートで出遅れると、中団のまま9着に終わった。その後、次戦の新馬戦で9着、三戦目の未勝利戦で15着に敗れると、続く4月25日開催の東京競馬場の未勝利戦でも、大差の殿負けを喫した。ハクタイユーは、この競走を最後に中央競馬から離れて、道営競馬に移籍したが、そこでは一度も出走せずに競走生活を終えた。

## 引退後
現役を引退した後は、白毛の遺伝子を残すため、北島牧場で種牡馬として供用された。また、義経神社で神馬としても活動した。内国産馬であれば、GI競走を複数回勝ったような馬が種牡馬となるのが通例の中で、未勝利馬のハクタイユーを種牡馬入りさせたことについて、北嶋は次のように語っている。

鳴りものいりで輸入された種牡馬の子が必ず走るってものでもないし、どんなサラブレッドにだって、一応種牡馬になる資格はあるんじゃないの。ハクタイユーは勝てなかったけど、白毛の馬だって勝てるってことを証明してやりたくってさ
—北嶋裕三,『太陽』1990年3月号,186頁

### 白毛馬の誕生 - 死亡

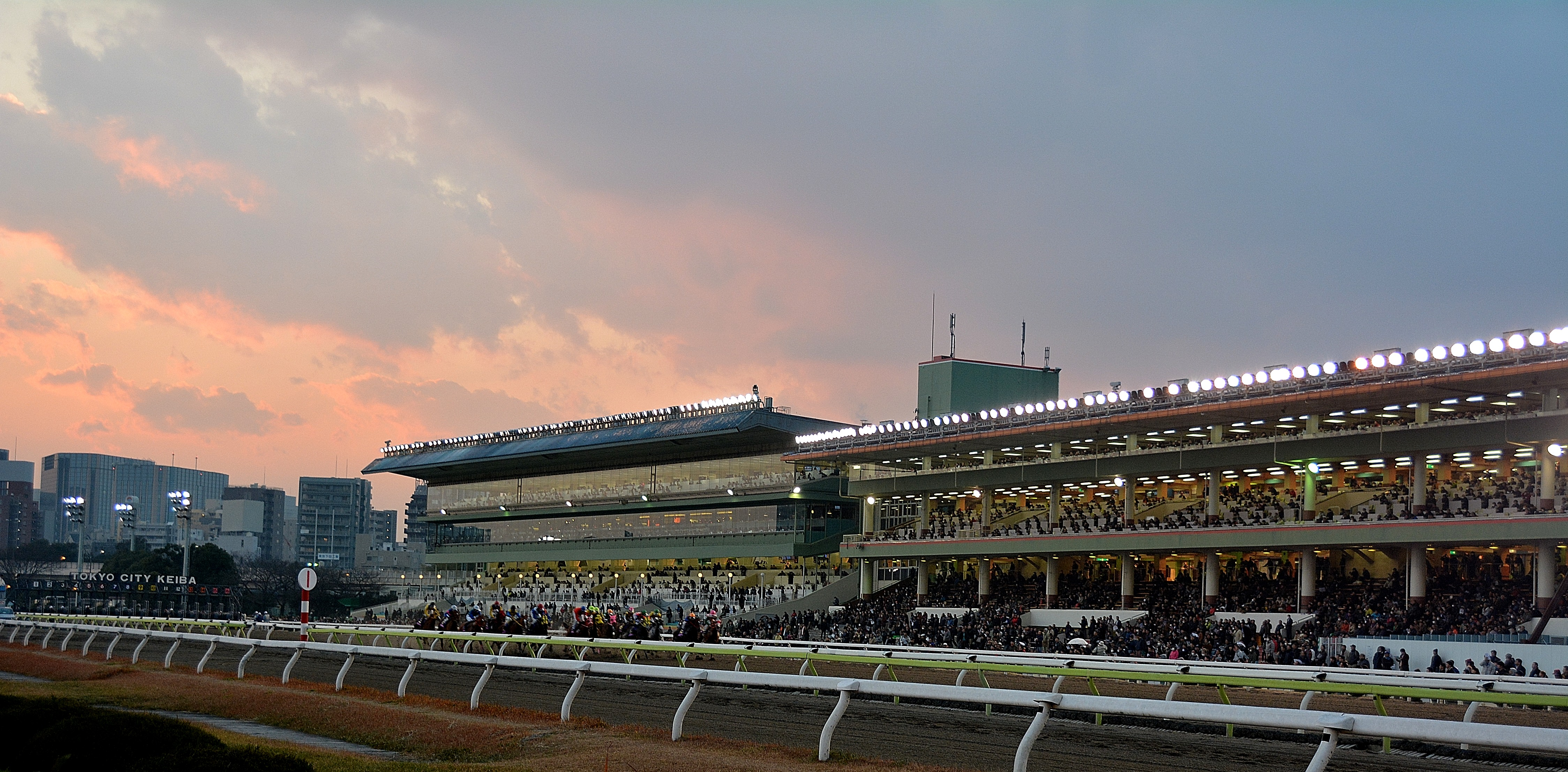
大井競馬場（2014年撮影）
----1997年12月30日、大井競馬場で日本競馬史上初となる白毛馬による勝利（勝馬ハクホウクン）が達成された。

1991年、産駒から初の白毛馬となるミサワパールが誕生する。母のウインドアポロツサはアングロアラブ種で、全身に刺毛が混じる栗毛の馬であった。同馬との間にはミサワパール含め3頭の白毛馬が生まれており、1994年に生まれたミサワパールの全弟ハクホウクンは、1997年12月30日に大井競馬場で初勝利を挙げ、日本の競馬史上初めて勝利した白毛馬となった。そして、1996年に生まれた全妹ホワイトワンダーも、上山競馬場で勝利を挙げている。
1993年に誕生したミサワボタンは、父馬のみならず母馬も白毛という、世界初の白毛馬同士から生まれた白毛馬であった。ミサワボタンの母カミノホワイトは、1983年に門別町にある庫富上山牧場で生まれた馬で、ハクタイユーと同じく、黒鹿毛の父（カブラヤオー）と栗毛の母を両親に持つ白毛馬であった。北嶋は、牧場と交渉してカミノホワイトを購入すると、競走馬引退後は繁殖牝馬として繋養し、ハクタイユーと交配させた。カミノホワイトは不受胎と流産を繰り返したが、ハクタイユーとの交配は続けられ、ミサワボタンは5度目の交配のすえ誕生した仔であった。
2001年にはロツチウインドとの交配の結果、ハクタイヨーが誕生する。同馬はハクタイユーにとって最後の白毛産駒であった。その後、2003年4月7日付でハクタイユーの供用を停止（死亡のため）する旨の届出がJRHRに対し提出された。ハクタイユーは種牡馬として8頭の産駒を遺し、そのうち5頭が白毛を受け継いだ。なお、サイアーラインについては、ハクホウクンがハクバノデンセツを出すも後が続かず、3代で途絶えることになった。

## 特徴・評価

### 毛色・皮膚色
前述のとおり、生まれた当時のハクタイユーは全身がほぼ真っ白であったが、たてがみは黒く、体の一部には褐色の斑があった。毛色判定審議会での説明によれば、2歳になると毛色の濃淡が変化し、褐色部分は薄くなる一方、たてがみは黒味を増していたという。その他、尻尾については中心に若干黒い毛が入り、その周囲は白味がかった状態であった。皮膚の色については、白毛の部分はピンク色で、褐色部分は黒色をしていた。
ハクタイユー及びその一族の毛色については、分子遺伝学的観点からの研究も行われた。白毛馬が生まれる要因には、優性白（Dominant White）、サビノ白（Sabino White）と複数の遺伝様式が考えられているが、競走馬理化学研究所の戸崎晃明によれば、ハクタイユー含む日本の白毛馬は優性白とされる。そのため、同馬の毛色は突然変異によって生じ、仔たちにその変異が継承されたと考えられている。白毛の原因は、3番染色体上に位置するKIT遺伝子中の変異とされているため、ハクタイユーの一族でも同遺伝子の塩基配列が決定されたが、エキソン中には白毛の原因と考えられる変異は観察されなかった。このことから、ハクタイユーの一族では、白毛の発出に当たり、プロモーター部位等、発現調節領域の変異が予想されており、引き続き研究が進められている。

### 人気・評価
ハクタイユーは日本初の白毛馬として大きな話題を集めた。同馬を購入した北嶋の元には取材が殺到し、牧場の前には観光バスが停まった。吉野厩舎に入った後も、放馬の様子やゲート試験の結果が報じられるなどアイドル扱いされ、その人気から、同馬を歌った『白馬くん』というレコードが発売されるほどであった。島田明宏は2008年9月の『優駿』誌上で、当時の熱狂について「現在の『ユキチャン人気』をしのぐほどのものだった」と述べている。
このような人気の一方で、ハクタイユーの競走能力については、もともと期待されたものではなかった。同馬はトモが弱くダッシュ力が無かった。デビュー戦で騎乗した大塚栄三郎も「1頭負かせればいいと思った」とコメントしている。また、調教師の吉村は、引退戦となった未勝利戦で敗れた際に「〔前略〕体がくねくねしていて競走馬にはなれない」とぼやいている。種牡馬としての素質も、ロングエースの仔として優れた点はあるが、「仕上がり早く、素直で勝負強く、タフさを持っている程度」（山野ほか (1986)）との評であった。
ハクタイユーが未勝利で終わり、その後も中央競馬で勝った白毛の馬が出なかったことから「白毛の馬は体が弱い（走らない）」というジンクスがささやかれもしたが、その評価は、シラユキヒメの一族が多くの活躍馬を送り出したことで覆されることになった。なお、白毛馬の競走能力が疑問視されたことについて、戸崎は、あくまで母数の問題であって、競走馬の毛色が能力に影響することはないとしている。

## 成績・系譜

### 競走成績
競走の結果は、netkeiba.comに基づく。
| 競走日 | 競走日 | 競走日 | 競馬場 | 競走名    | 距離（馬場）  | 頭 数 | 枠 番 | 馬 番 | 人気 | 着順 | タイム | 騎手       | 斤量 [kg] | 勝ち馬 /（2着馬） |
| ------ | ------ | ------ | ------ | --------- | ------------- | ----- | ----- | ----- | ---- | ---- | ------ | ---------- | --------- | ----------------- |
| 1982.  | 2.     | 28     | 中山   | 4歳新馬   | 芝1600m（良） | 14    | 5     | 8     | 07人 | 09着 | 1:39.8 | 大塚栄三郎 | 55        | アプリシエート    |
|        | 3.     | 21     | 中山   | 4歳新馬   | ダ1800m（不） | 16    | 8     | 15    | 10人 | 09着 | 1:57.1 | 大塚栄三郎 | 55        | マーベラスホース  |
|        | 4.     | 04     | 中山   | 4歳未勝利 | 芝2000m（重） | 20    | 6     | 12    | 10人 | 15着 | 2:09.8 | 大塚栄三郎 | 55        | タニゴット        |
|        | 4.     | 25     | 東京   | 4歳未勝利 | 芝2000m（良） | 14    | 5     | 8     | 09人 | 14着 | 2:08.9 | 大塚栄三郎 | 55        | カネシラフジ      |

### 産駒成績
|   | 馬名                     | 品種   | アラブ血量 | 性 | 生年月日      | 毛色 | 戦績    | 母                 | 母の毛色 | 出典   |
| - | ------------------------ | ------ | ---------- | -- | ------------- | ---- | ------- | ------------------ | -------- | ------ |
| 1 | ハマカゼダイオー         | サラ   |            | 牡 | 1984年4月25日 | 栗毛 | 32戦2勝 | スミノハマカゼ     | 鹿毛     | [ 49 ] |
| 2 | ミサワパール             | サラ系 | 12.67%     | 牡 | 1991年4月17日 | 白毛 | 1戦0勝  | ウインドアポロツサ | 栗毛     | [ 50 ] |
| 3 | ミサワボタン             | サラ   |            | 牡 | 1993年3月23日 | 白毛 | 不出走  | カミノホワイト     | 白毛     | [ 51 ] |
| 4 | ハクホウクン             | サラ系 | 12.67%     | 牡 | 1994年6月08日 | 白毛 | 32戦3勝 | ウインドアポロツサ | 栗毛     | [ 52 ] |
| 5 | ホワイトワンダー         | サラ系 | 12.67%     | 牝 | 1996年4月10日 | 白毛 | 31戦2勝 | ウインドアポロツサ | 栗毛     | [ 53 ] |
| 6 | ウインドアピール         | サラ   |            | 牡 | 2000年4月05日 | 鹿毛 | 4戦0勝  | ロツチウインド     | 栗毛     | [ 54 ] |
| 7 | ハクタイヨー             | サラ   |            | 牡 | 2001年5月05日 | 白毛 | 不出走  | ロツチウインド     | 栗毛     | [ 55 ] |
| 8 | ウインドアポロツサの2001 | サラ系 | 12.67%     | 牡 | 2001年5月26日 | 栗毛 | 不出走  | ウインドアポロツサ | 栗毛     | [ 56 ] |

### ハクタイユーからの白毛馬の系譜
廣済堂出版 (2023)掲載の系譜に基づく。
- ハクタイユー 1979牡
  - ミサワパール 1991牡（母ウインドアポロツサ）[50]
  - ミサワボタン 1993牡（母カミノホワイト）[51]
  - ハクホウクン 1994牡（母ウインドアポロツサ）[52]
    - ハクバノデンセツ 2004牡（母フラッシュリリー）[58]
    - ハクバノイデンシ 2005牝（母フラッシュリリー）[59]
      - ミスハクホウ 2012牝（父アドマイヤジャパン）[60]
      - ハクバノイデンシの2014牡（父アドマイヤジャパン）[注 14][62]

    - ハクホウリリー 2008牝（母フラッシュリリー）[63]
      - ダイヤビジュー 2013牝（父ディープスカイ）[64]

  - ホワイトワンダー 1996牝（母ウインドアポロツサ）[53]
  - ハクタイヨー 2001牡（母ロツチウインド）[55]

## 血統表
| ハクタイユーの血統          | ハクタイユーの血統                          | ハクタイユーの血統         | （血統表の出典）         | （血統表の出典） |
| 父系                        | ファラリス（Phalaris）系                    | ファラリス（Phalaris）系   | ファラリス（Phalaris）系 | [ § 2 ]          |
| 父 ロングエース 1969 黒鹿毛 | 父の父*ハードリドン Hard Ridden 1955 黒鹿毛 | Hard Sauce                 | Ardan                    | Ardan            |
| 父 ロングエース 1969 黒鹿毛 | 父の父*ハードリドン Hard Ridden 1955 黒鹿毛 | Hard Sauce                 | Saucy Bella              |                  |
| 父 ロングエース 1969 黒鹿毛 | 父の父*ハードリドン Hard Ridden 1955 黒鹿毛 | Toute Belle                | Admiral Drake            | Admiral Drake    |
| 父 ロングエース 1969 黒鹿毛 | 父の父*ハードリドン Hard Ridden 1955 黒鹿毛 | Toute Belle                | Chatelaine               |                  |
| 父 ロングエース 1969 黒鹿毛 | 父の母ウインジエスト 1963 黒鹿毛            | *テイエポロ Tiepolo        | Blue Peter               | Blue Peter       |
| 父 ロングエース 1969 黒鹿毛 | 父の母ウインジエスト 1963 黒鹿毛            | *テイエポロ Tiepolo        | Trevisana                |                  |
| 父 ロングエース 1969 黒鹿毛 | 父の母ウインジエスト 1963 黒鹿毛            | *ノルマニア Normannia      | Norman                   | Norman           |
| 父 ロングエース 1969 黒鹿毛 | 父の母ウインジエスト 1963 黒鹿毛            | *ノルマニア Normannia      | Sainte Mesme             |                  |
| 母 ホマレブル 1964 栗毛     | 母の父*ダブルマーク Doublemark 1951 栗毛    | Footmark                   | Defoe                    | Defoe            |
| 母 ホマレブル 1964 栗毛     | 母の父*ダブルマーク Doublemark 1951 栗毛    | Footmark                   | Bachelor's Picture       |                  |
| 母 ホマレブル 1964 栗毛     | 母の父*ダブルマーク Doublemark 1951 栗毛    | Prattle Double             | Prittle Prattle          | Prittle Prattle  |
| 母 ホマレブル 1964 栗毛     | 母の父*ダブルマーク Doublemark 1951 栗毛    | Prattle Double             | My Court                 |                  |
| 母 ホマレブル 1964 栗毛     | 母の母ペツカー 1960 鹿毛                    | *ロイヤルウツド Royal Wood | Underwood                | Underwood        |
| 母 ホマレブル 1964 栗毛     | 母の母ペツカー 1960 鹿毛                    | *ロイヤルウツド Royal Wood | Royal Glory              |                  |
| 母 ホマレブル 1964 栗毛     | 母の母ペツカー 1960 鹿毛                    | ルリワカ                   | アヅマホマレ             | アヅマホマレ     |
| 母 ホマレブル 1964 栗毛     | 母の母ペツカー 1960 鹿毛                    | ルリワカ                   | 海若                     |                  |
| 母系(F-No.)                 | (FN:1-k)                                    | (FN:1-k)                   | (FN:1-k)                 | [ § 3 ]          |
| 5代内の近親交配             | 5代内アウトブリード                         | 5代内アウトブリード        | 5代内アウトブリード      | [ § 4 ]          |
| 出典                        | 1. 2. 3. 4.                                 | 1. 2. 3. 4.                | 1. 2. 3. 4.              | 1. 2. 3. 4.      |